# حرف الترجي والإشفاق
حرف الترجي والإشفاق هو (لَعَلَّ)، وهي موضوعة للترجي والإشفاق. فالترجي هو طلب الممكن المرغوب فيه، بينما الإشفاق هو توقّع المكروه، والتخوف من حدوثه.

## أمثلة

### الترجي
- ﴿لَعَلَّ اللَّهَ يُحْدِثُ بَعْدَ ذَلِكَ أَمْرًا﴾.[1]

### الإشفاق
- ﴿لَعَلَّكَ بَاخِعٌ نَفْسَكَ أَلا يَكُونُوا مُؤْمِنِينَ﴾.[2]